# Połonka (obwód brzeski)
Połonka (biał. Палонка) – wieś na Białorusi w obwodzie brzeskim w rejonie baranowickim, położona ok. 22 km na zachód od Baranowicz.
Znajdują się tu dwie parafie – prawosławna (pw. św. Mikołaja Cudotwórcy) i rzymskokatolicka (pw. Matki Bożej z Góry Karmel) oraz stacja kolejowa Połonka na linii Baranowicze – Wołkowysk.

## Historia
Miasto magnackie położone było w końcu XVIII wieku w powiecie słonimskim województwa nowogródzkiego. 
Miejsce bitwy pod Połonką, która rozegrała się 28 czerwca 1660 podczas wojny polsko-rosyjskiej 1654-1667.